# Patrick Leigh Fermor
Patrick Michael Leigh Fermor (ur. 11 lutego 1915 w Londynie, zm. 10 czerwca 2011 w Dumbleton) – brytyjski pisarz, żołnierz i erudyta, wsławiony wybitną rolą w greckim ruchu oporu podczas II wojny światowej. Odznaczony Orderem Wybitnej Służby (DSO) i Orderem Imperium Brytyjskiego (OBE).
Znany także jako Paddy Fermor, za życia zaliczany do „największych żyjących pisarzy podróżniczych w Wielkiej Brytanii”, będąc autorem takich publikacji jak A Time of Gifts (1977) polskie wydanie Czas drogi, 2021. Określany też jako „skrzyżowanie Indiany Jonesa, Jamesa Bonda i Grahama Greene’a”.

## Młodość i nauka
Urodził się jako syn wybitnego geologa sir Lewisa Leigh Fermora i Muriel Aeyleen, córki Charlesa Taafe’a Amblera.
Wkrótce po jego narodzinach matka i siostra wyjechały do jego ojca w Indiach, pozostawiając niemowlę w Anglii u rodziny w Northamptonshire. Zobaczył je ponownie, gdy miał już cztery lata. Jako dziecko miał problemy z podporządkowaniem hierarchii i ograniczeniami, wskutek czego wysłano go do Walsham Hall – szkoły dla dzieci sprawiających trudności. Prowadzona przez majora Faithfulla, przyjmowała dzieci zbytnio tryskające energią i samowolne, a także m.in. z dysleksją i dyspraksją; była to jedyna szkoła, z której Patricka nie wyrzucono. Później uczęszczał do King’s School w Canterbury, z której został wydalony, kiedy przyłapano go na trzymaniu się za rękę z córką ogrodnika. Ostatni raport z tej szkoły stwierdzał, że młody Leigh Fermor jest „niebezpieczną mieszaniną wyrobienia i braku rozwagi.”. Kontynuował samodzielnie kształcenie poprzez lektury w starożytnej grece, łacinie, utworów Szekspira oraz naukę historii, z zamiarem wstąpienia do Royal Military College w Sandhurst. Z biegiem czasu zrezygnował uznając, że chce zostać pisarzem i w lecie 1933 przeprowadził się na Shepherd Market w Londynie, dzieląc mieszkanie z kilkoma przyjaciółmi. Wkrótce musiał stawić czoła wyzwaniom typowym dla życia młodego autora w Londynie w obliczu szybko topniejących środków finansowych, co skłoniło go do podróżowania po Europie.

### Wczesne podróże
W wieku 18 lat postanowił pieszo przewędrować Europę, od Hoek van Holland do Konstantynopola. Na początku grudnia 1933 wyruszył statkiem z Londynu do Rotterdamu, skąd planował wyruszyć w liczącą 1400 mil podróż, niespełna rok po dojściu Hitlera do władzy w Niemczech, z kilkoma ubraniami, kilkoma listami polecającymi, tomikiem Oxford Book of English Verse i Odami Horacego. Spał w chatach pasterskich i stodołach, ale też bywał zapraszany przez szlachtę i arystokrację Europy Środkowej do wiejskich siedzib; doświadczył także gościnności w wielu klasztorach na swej drodze. Dwie z jego późniejszych książek-przewodników A Time of Gifts (Czas prezentów) (1977) i Between the Woods and the Water (Między lasem a wodą) (1986), powstały na podstawie tej podróży. Ostatnia z serii książek opisujących tę podróż była niedokończona w chwili śmierci autora, ale została opublikowana pt. The Broken Road: From the Iron Gates to Mount Athos (Złamana droga: z Żelaznych Wrót do Góry Athos) we wrześniu 2013 przez Johna Murraya. Książka ta opiera się na pamiętniku Leigh Fermora pisanym podczas podróży i na wczesnym szkicu z lat 60. XX wieku.
1 stycznia 1935 przybył do Konstantynopola i kontynuował podróż, tym razem dookoła Grecji. W marcu 1935 przyłączył się do kampanii sił rojalistycznych w Macedonii przeciw nieudanemu przewrotowi republikańskiemu (Fermor był znany jako monarchista, antykomunista i ogólnie zwolennik konserwatyzmu). W Atenach spotkał należącą do fanariotów (greckich arystokratów pozostałych przy życiu po zdobyciu Konstantynopola przez Turków) księżniczkę Bălaşę Cantacuzino (z rodu Kantakuzenów), w której się zakochał. Zamieszkiwali stary młyn wodny w Lemonodassos opodal Galatas i wyspy Poros, gdzie ona malowała, a on pisał, zanim przenieśli się do domu rodzinnego Kantakuzenów w Băleni, w okręgu Gałacz w Rumunii, gdzie zastał ich wybuch II wojny światowej.

## Druga wojna światowa

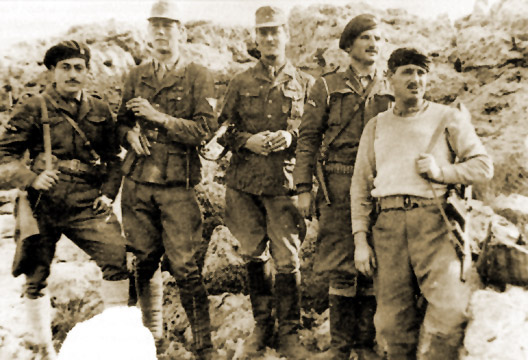
Członkowie zespołu, który porwał Kreipego: Georgios Tyrakis, William Stanley Moss, Leigh Fermor, Emmanouil Paterakis i Antonios Papaleonidas.

Wstąpił do Gwardii Irlandzkiej (ang. Irish Guards), gdyż jak wspominał po latach:

„Przeczytałem gdzieś, że przeciętne życie oficera piechoty w pierwszej wojnie światowej trwało osiem tygodni a nie miałem żadnego powodu, by myśleć, że byłyby lepsza szansa w drugiej. Więc pomyślałem, że mógłbym przynajmniej umrzeć w miłym [memu sercu] mundurze.”

Irlandzki krzyż św. Patryka (ang. Saint Patrick’s Saltire), także wizerunek trójlistnej koniczyny na czapce (ang. Irish Guards cap badge) i niebieskozielony pióropusz na bermycy Gwardii Irlandzkiej odwołują się do symboli i koloru wstęgi Orderu Świętego Patryka, a ten z kolei do samego św. Patryka. W szkole oficerskiej Leigh Fermor uczył się wraz z Derekiem Bondem i Iainem Moncreiffem. Dzięki znajomości współczesnej greki wszedł w skład General Service Corps, został wymieniony w General List w sierpniu 1940 i został oficerem łącznikowym w Albanii. Walczył w Grecji, na Krecie i na stałym lądzie. Podczas niemieckiej okupacji powracał na Kretę trzy razy, w tym raz skacząc na spadochronie. Był jednym z niewielu oficerów Special Operations Executive (SOE) wysłanych dla wsparcia ruchu oporu na Krecie, w czasie gdy była okupowana. Przebrany za pastucha i przezwany Michalisem (Mihali Phrangidakis) lub Filedemem, spędził ponad dwa lata w górach.
Za pośrednictwem Amy i Waltera Smartów w ambasadzie poznał Zofię Tarnowską; przy następnym spotkaniu Zofia przedstawiła go człowiekowi, w którym się zakochała: wysokim młodym kapitanie z Coldstream Guards nazwiskiem William Stanley Moss, z którymi wkrótce zamieszkał w willi Tara na kairskiej wyspie Gezira na Nilu. Wraz z Mossem zaplanował, schwytał i uprowadził w 1944 dowódcę niemieckich wojsk okupacyjnych na Krecie, generała Heinricha Kreipego. Opodal Archanes na Krecie wzniesiono pomnik upamiętniający to uprowadzenie.
Porwanie to Moss przedstawił w swej książce Ill Met by Moonlight (wydanie z 2014 zawiera posłowie napisane przez Leigha Fermora z 2001, przybliżające kontekst operacji), którą później  zekranizowano (film pod tym samym tytułem został wyreżyserowany przez Michaela Powella i Emerica Pressburgera i miał premierę w roku 1957; w postać Fermora wcielił się Dirk Bogarde). Leigh Fermor opublikował własne wspomnienia na ten temat: Abducting a General – The Kreipe Operation and SOE in Crete

### Uhonorowanie za dokonania w czasie II wojny światowej
- Order Imperium Brytyjskiego (OBE)[38]. Uroczyste odznaczenie przez króla Jerzego VI nastąpiło 14 marca 1950 w Pałacu Buckingham, odznaczonemu towarzyszyły matka, siostra  Vanessa i narzeczona[39];
- Distinguished Service Order (DSO)[40]
- Honorowy Obywatel miasta Heraklion, oraz Kardamyli i Gytheio.

The National Archives w Londynie posiadają kopie meldunków Leigh Fermora z okresu wojny z okupowanej Krety – w aktach o sygnaturze HS 5/728.

## Po wojnie
W 1950 opublikował pierwszą książkę – The Traveller’s Tree (Drzewo podróżników), o swych powojennych podróżach na Karaiby, która otrzymała  nagrodę Heinemann Foundation Prize for Literature. Otworzyła mu ona drogę do kariery literackiej i była obszernie cytowana w Żyj i pozwól umrzeć przez Iana Fleminga. Pod wpływem sukcesu napisał kilka następnych książek podróżniczych, m.in. Mani i Roumeli,  swych wędrówek odbytych pieszo i na mule po nieprzystępnych częściach Grecji.
Przetłumaczył rękopis książki Georgiosa Psychoundakisa The Cretan Runner (Kreteński biegacz) i pomógł autorowi wydać oryginał. Fermor napisał też powieść The Violins of Saint-Jacques, która została adaptowana na operę przez  Malcolma Williamsona. Jego przyjaciel Lawrence Durrell, w Bitter Lemons (1957) opowiada, jak podczas cypryjskiego powstania przeciw trwaniu brytyjskiej władzy w 1955, Leigh Fermor odwiedził willę Durrella w Bellapais na Cyprze:

„Po wspaniałym obiedzie przy ogniu on zaczyna śpiewać, piosenki z Krety, Aten, Macedonii. Kiedy wychodzę, by uzupełnić butelkę ouzo... stwierdzam, że ulica zupełnie wypełniła się ludźmi słuchającymi w zupełnej ciszy i ciemności. Każdy wydaje się powalony, oniemiały. «Co to jest?» mówię, chwytając wzrok Frangosa. «Nigdy nie słyszałem o Anglikach śpiewających greckie piosenki jak ta!» Ich pełne czci zdumienie rozczula; to tak jak gdyby chcieli objąć Paddy’ego, dokądkolwiek pójdzie.”.

O jego zamiłowaniu do śpiewu pisze też Artemis Cooper w jego biografii.

### Późniejsze lata

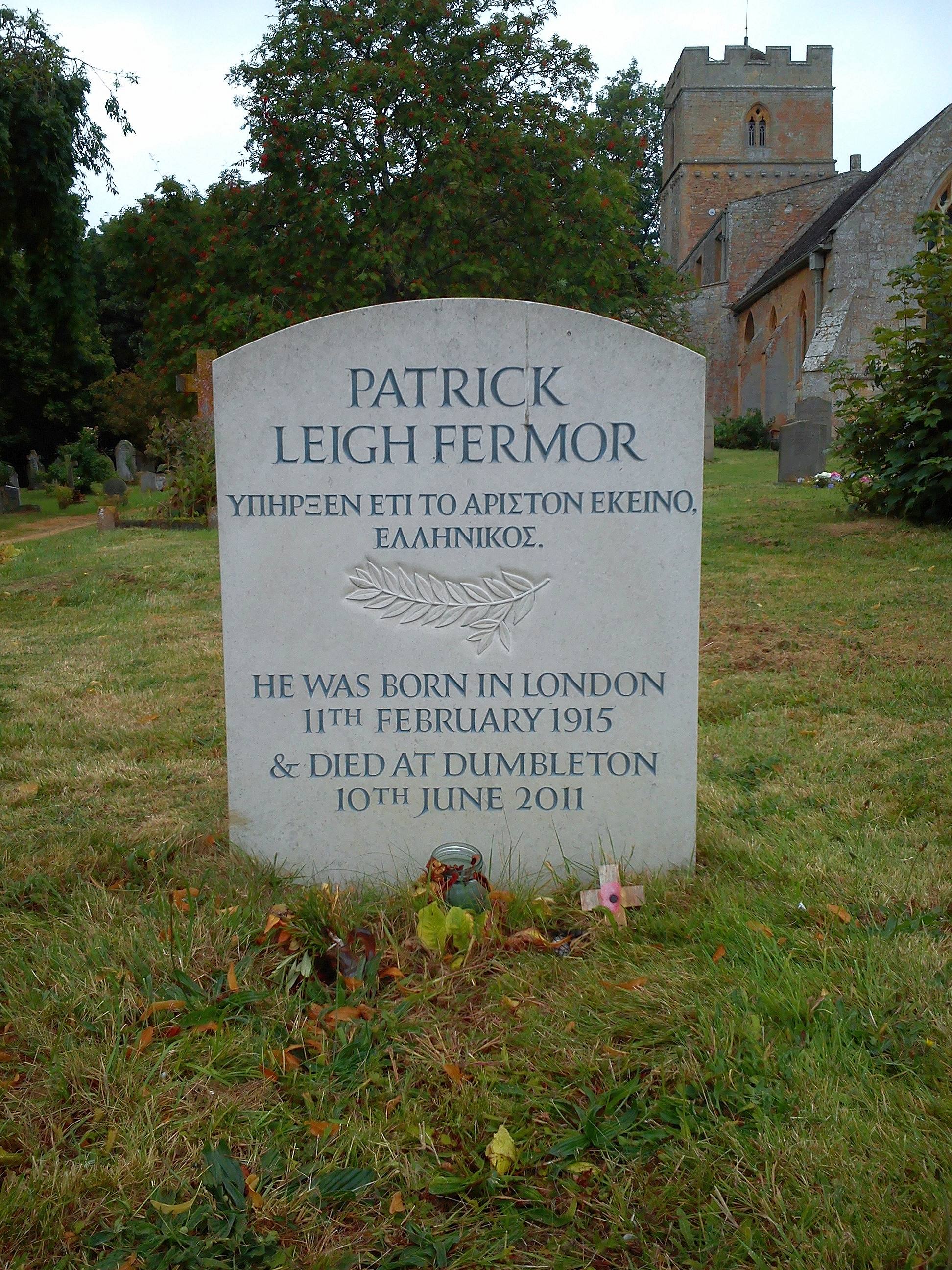

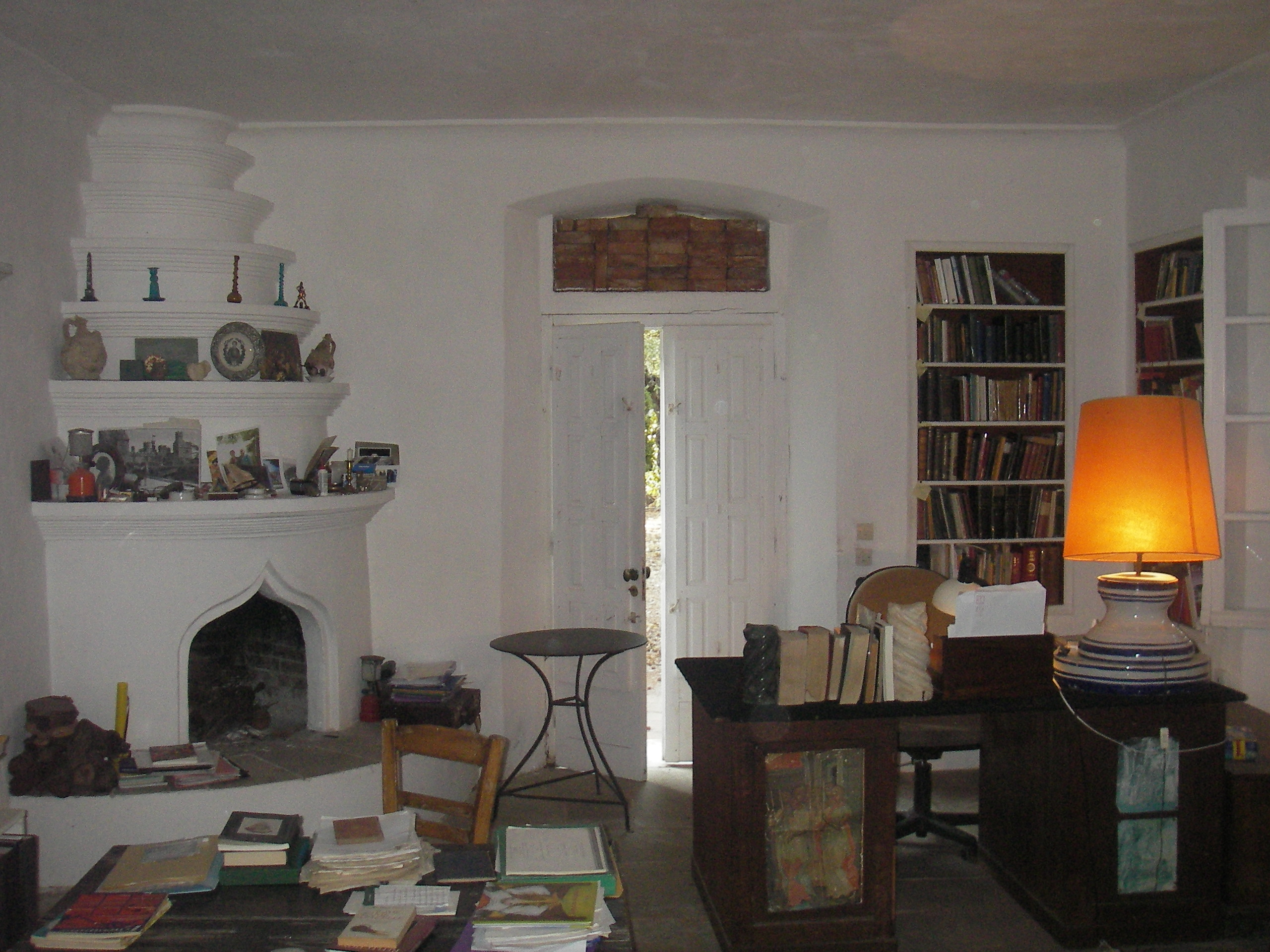
Biuro Fermora, około 2009, widok na drzwi.

Po wielu latach wspólnie spędzonych  Leigh Fermor poślubił w 1968 Hon. Joan Elizabeth Rayner (z domu Eyres-Monsell), córkę Boltona Eyres-Monsella, która towarzyszyła mu w wielu podróżach, aż do śmierci w Kardamili w czerwcu 2003, w wieku 91 lat. Małżeństwo było bezdzietne, oboje część roku spędzali w swym domu położonym w gaju oliwnym koło Kardamili na półwyspie Mani (południowy Peloponez), a część w Gloucestershire.

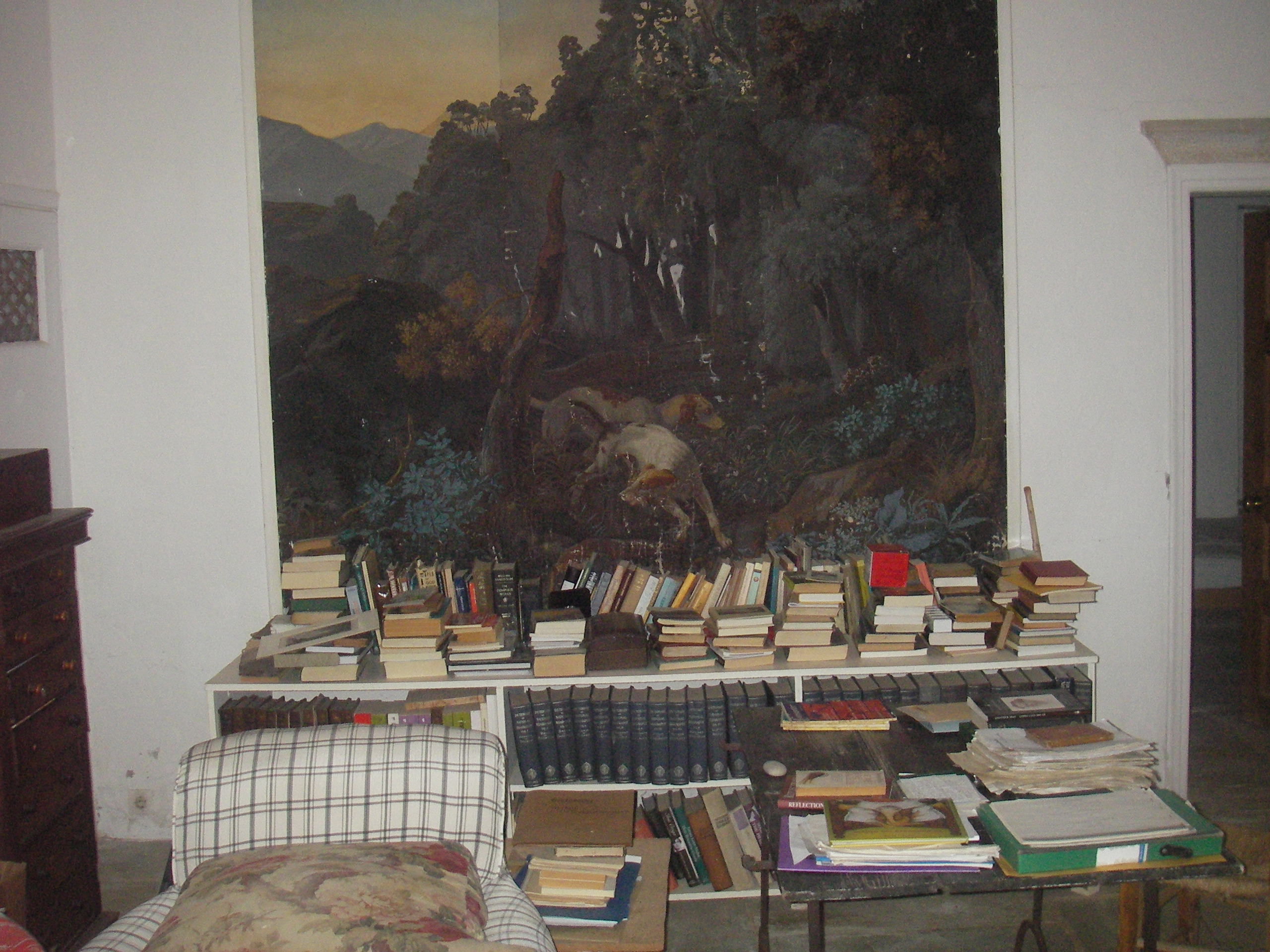
Biuro Fermora, około 2009, widok na francuską tapetę.

W 2004 otrzymał tytuł szlachecki. W 2007 przyznał, że wówczas po raz pierwszy zdecydował się pisać na maszynie, dotąd napisawszy wszystkie książki odręcznie. Dom w Kardamili został pokazany w 2013 w filmie Before Midnight (Przed Północą).

### Śmierć i pogrzeb
Był znany z dobrej kondycji fizycznej, mimo że palił 80 do 100 papierosów dziennie. Choć w późniejszych latach cierpiał na widzenie lunetowe i nosił aparat słuchowy, fizycznie pozostał względnie sprawny aż do śmierci przy stole w ostatni wieczór życia. Przez ostatnie kilka miesięcy cierpiał z powodu nowotworu i na początku czerwca 2011 został poddany tracheotomii w Grecji. Licząc się z możliwością rychłej śmierci wyraził życzenie, by umrzeć w Anglii, gdzie zmarł następnego dnia po przyjeździe w wieku 96 lat. Pogrzeb odbył się w St. Peter's Church w Dumbleton w hrabstwie Gloucestershire 16 czerwca 2011. Wartę honorową pełnili obecni i byli członkowie Intelligence Corps, a trębacz z Irish Guards odegrał „Last Post” i „reveille”. Pochowano go obok żony.

### Nagrody za twórczość literacką

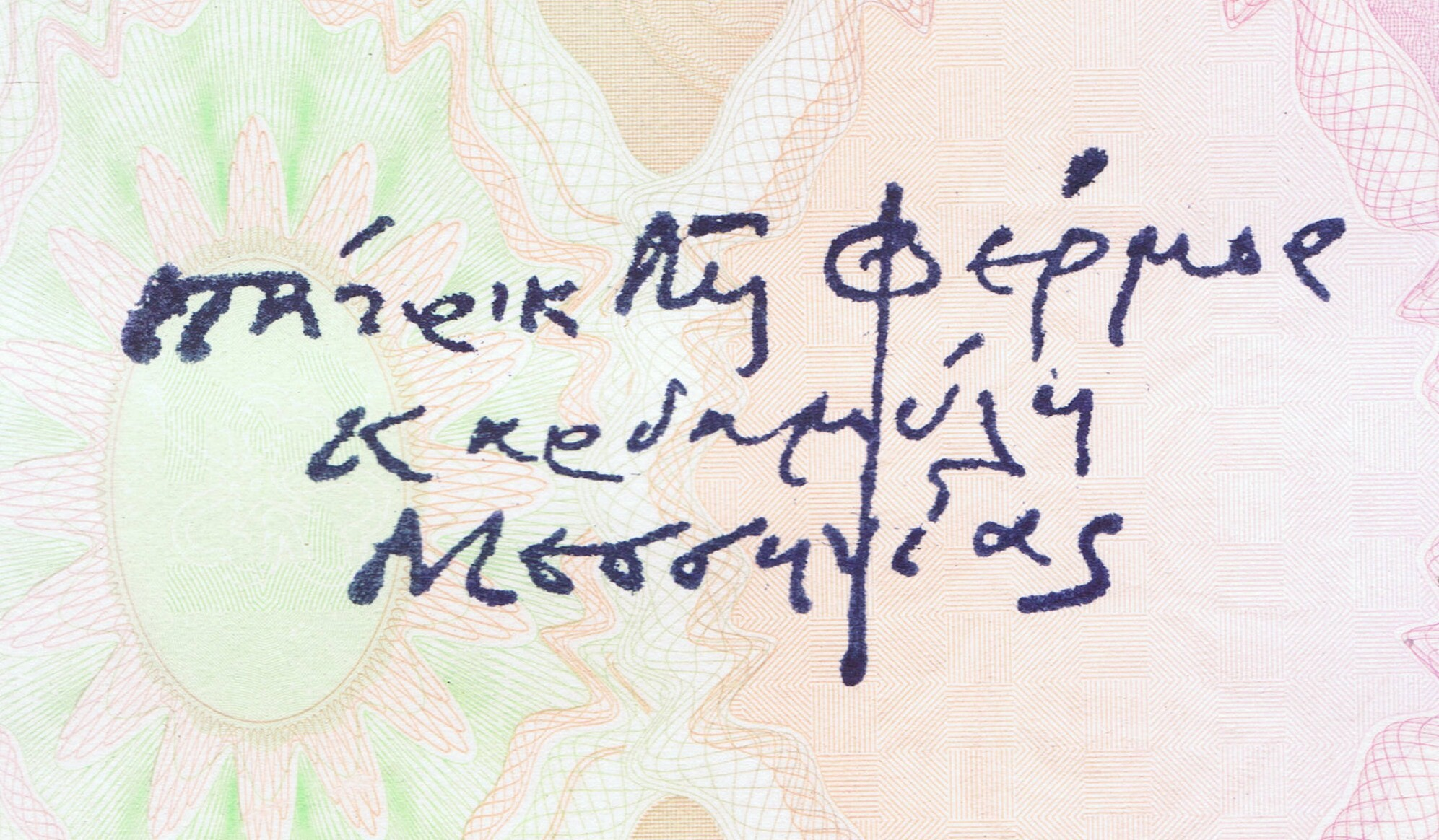
Podpis Fermora z adresem po grecku.

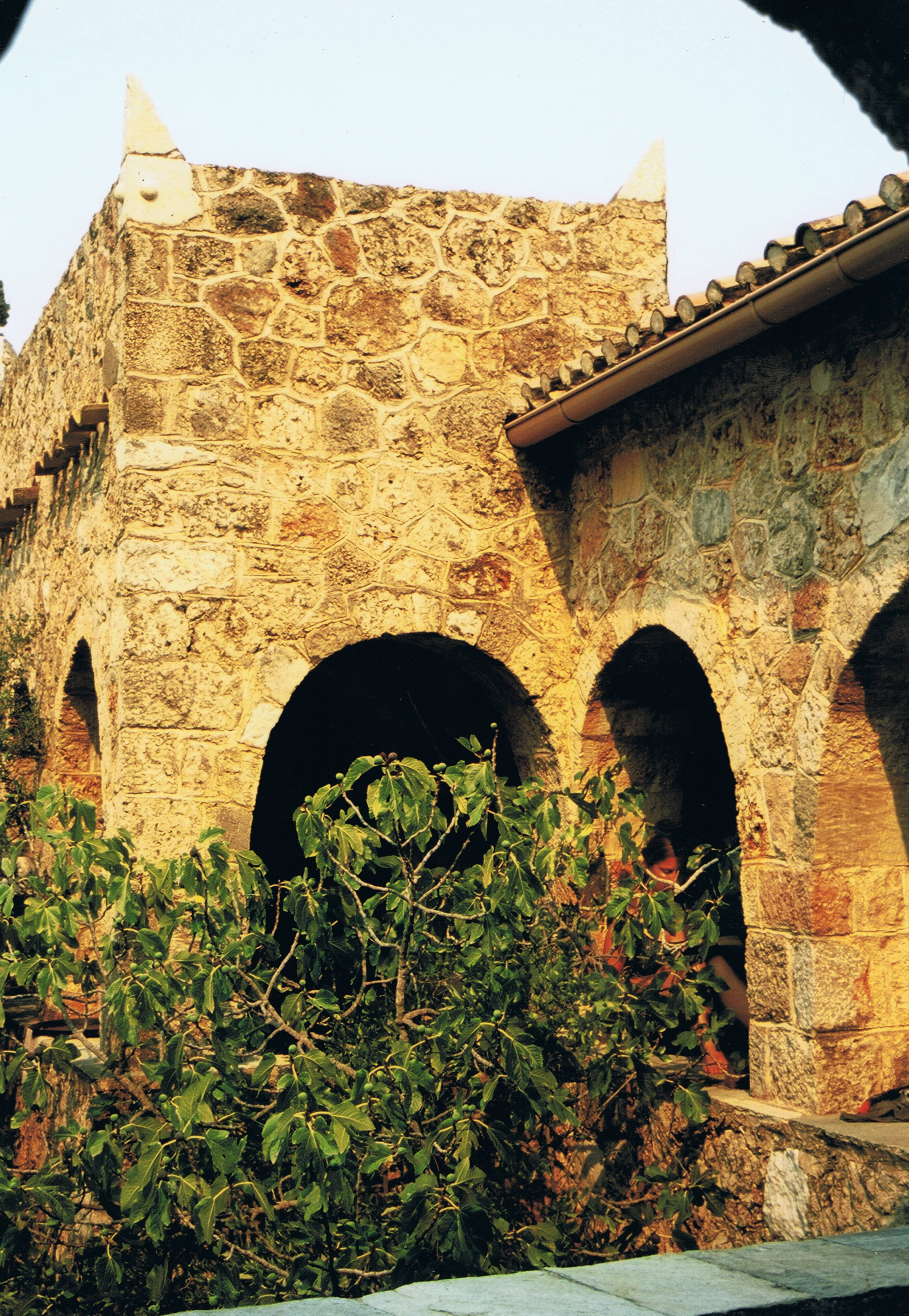
Centralna część willi Fermor w Kalamitsi, Kardamyli.

- 1950, Heinemann Foundation Prize for Literature za książkę The Traveller’s Tree <Drzewo podróżników>;
- 1978, WH Smith Literary Award za książkę A Time of Gifts <Czas prezentów>;
- 1991, został wybrany honorowym członkiem Royal Society of Literature[53];
- 1995, Kawaler Ordre des Arts et des Lettres[54];
- Luty 2004, przyjął tytuł szlachecki, którego przyjęcia odmówił w roku 1991[55]
- 2004, otrzymał Lifetime Achievement Award od British Guild of Travel Writers.
- 2007, Grecja odznaczyła go Orderem Feniksa[2].
- 2008, jego życie i praca zostały opisane przez pisarza podróżnika Benedicta Allena w dokumentalnej serii Travellers' Century, BBC Four, 2008.
- 2003, dokumentalny film o ruchu oporu na Krecie pt. The 11th Day: Crete 1941, 2003; zawiera obszerne fragmenty wywiadu z Leigh Fermorem, w którym opowiedział o swojej służbie w SOE i działalności na Krecie, w tym o udziale w porwaniu gen. Kreipego.

## Twórczość

### Książki
- The Traveller’s Tree, 1950
- The Violins of Saint-Jacques: a tale of the Antilles, 1953
- A Time to Keep Silence, 1957; z fotografiami Joan Eyres Monsell, później żony Leigha Fermora[56]. Wczesna publikacja w Queen Anne Press, firmie kierowanej przez Iana Fleminga przyjaciela Leigh Fermora; w polskim tłum. Ewy Krasińskiej Czas milczenia, Fundacja Zeszytów Literackich, Warszawa, 2015
- Mani: Travels in the Southern Peloponnese, 1958; w polskim tłum. Ewy Krasińskiej: Mani: wędrówki po południowym Peloponezie, Fundacja Zeszytów Literackich, Warszawa 2013
- Roumeli: Travels in Northern Greece, wyd. John Murray Publishers, London 1966; Penguin 1983 (wznowienie)
- A Time of Gifts. On Foot to Constantinople: from the Hook of Holland to the Middle Danube, John Murray (Publs.), London 1977, (pierwsze wydanie); 2004 (wznowienie); polskie wydanie: Czas drogi, tłum. Ewa Ledóchowicz, wydawnictwo Książkowe Klimaty, Wrocław, 2021.
- Between the Woods and the Water. On Foot to Constantinople: the Middle Danube to Iron Gates,  John Murray (Publs.), London 1986 (pierwsze wydanie); London 2004 (wznowienie)
- Three Letters from the Andes, 1991
- Words of Mercury, red. Artemis Cooper, 2003
- Wprowadzenie do Into Colditz podpułkownika Milesa Reida, wyd. Michael Russell Publishing Ltd, Wilton 1983. Historia niewoli Reida w oflagu w Colditz i ostatecznie ucieczka przez symulowanie choroby. Reid służył z Leigh Fermorem w Grecji i został schwytany przy próbie obrony mostu na Kanale Korynckim w roku 1941.
- Przedmowa do Albanian Assignment autorstwa płk. Davida Smileya, wyd. Chatto & Windus, Londyn, 1984; historia SOE w Albanii, napisana przez towarzysza broni Leigh Fermora, który był później agentem MI-6.
- In Tearing Haste: Letters between Deborah Devonshire and Patrick Leigh Fermor, red. Charlotte Mosley, 2008 (Deborah Cavendish, księżna Devonshire, najmłodsza z sześciu sióstr Mitford, była żoną Andrew Cavendisha, 11. księcia Devonshire).
- The Broken Road: From the Iron Gates to Mount Athos, red. Colin Thubron i Arthemis Cooper, wyd. John Murray (Publishers), Londyn, 2013 (jest to wydanie niedokończonego trzeciego tomu, kontynuującego opowieść o podróży w latach 30., 1. – A Time of Gifts, a 2. – Between the Woods and the Water)[57].
- Abducting a General – The Kreipe Operation and SOE in Crete, październik 2014

Po polsku dostępne także:
- Budapeszt (tłum. Agnieszka Pokojska) w: „Zeszyty Literackie”. R. 26, nr 2 (2008), s. 84-99
- W gościnie u Ephrussich; Auberon Herbert; Kamienie milowe upadku (tłum. Ewa Krasińska) w: „Zeszyty Literackie”. R. 31, nr 3 (2013), s. 5-10, 11-16, 19-25
- Skalne monastery Kapadocji (tłum. Ewa Krasińska) w: „Zeszyty Literackie”. R. 32, nr 2 (2014), s. 173-178

### Tłumaczenia
- C. P. Rodocanachi No Innocent Abroad, opublikowane w USA jako Forever Ulysses, 1938
- Georgios Psychoundakis The Cretan Runner: His Story of the German Occupation, 1955
- Colette Julie de Carneilhan and Chance Acquaintances by Colette, 1952

### Scenariusz
- The Roots of Heaven (Korzenie Nieba) (1958, reż. John Huston) na podstawie powieści Romaina Gary Les racines du ciel (Korzenie nieba)